# 蒙特利爾地鐵黃線
蒙特利爾地鐵4號線（黃線）（法語：Ligne jaune (Ligne 4) de Métro de Montréal）是蒙特利爾地鐵的路線之一，來往巴站及朗基爾站間，總共有三個車站。其代表色為黃色。此外，本線是世界上最短的重鐵路線。

## 車站
| 黃線 Yellow Line |                              |      |            |               |                |
|                  | 巴里－魁北克大學蒙特利爾分校站 | 地下 | 2362.10 米 | 1號線、 2號線 | 1966年10月14日 |
|                  | 尚達坡站                     | 地下 | 1572.10 米 |               | 1967年4月1日   |
|                  | 朗基爾—舍布奇大學站          | 地下 | 總站       |               | 1967年4月1日   |